# Partia Libertariańska (Holandia)
Partia Libertariańska (niderl. Libertarische Partij, LP) – holenderska partia polityczna o profilu libertariańskim, założona w 1993. Jej założycielem byli Toine Manders, holenderski prawnik oraz dyrektor Haags Juristen College. Przesłaniem partii jest stworzenie „wolnego świata, gdzie nikt nie jest zmuszany do poświęcania swojego życia i własności na rzecz innych”.
Pierwszy raz libertarianie startowali w wyborach parlamentarnych w 1994. Osiągnięty przez nich wynik 2754 ważnych głosów nie przełożył się na mandaty. Kolejne wybory parlamentarne w 2012 i 2017 nie pozwoliły partii na wprowadzeni swoich przedstawicieli do Tweede Kamer.
Partia jest członkiem European Party for Individual Liberty.